# 2024年10月環台軍事演練
2024年10月環台軍事演練是中國人民解放軍東部戰區於北京時間2024年10月14日組織戰區陸、海、空及火箭軍，在馬祖、臺灣本島周邊进行的军事演习，演習代號為「聯合利劍—2024B」。

## 軍演經過
2024年10月14日，中国人民解放军东部战区组织战区陆军、海军、空军、火箭军等兵力，位台湾海峡、台岛北部、台岛南部、台岛以东，开展“联合利剑－2024B”演习，舰机多向抵近台岛，诸军兵种联合突击，重点演练海空战备警巡、要港要域封控、对海对陆打击、夺取综合制权等科目，检验战区部队联合作战实战能力。辽宁号航空母舰编队参加本次演练。与此同时，中国海警2901编队、1305编队、1303编队、2102编队位台岛周边海域开展执法巡查，福建海警组织舰艇编队位东引岛、马祖岛附近海域开展综合执法巡查，重点演练查证识别、登临检查、管控驱离等科目，检验快速反应、应急处置能力。
与先前的军演不同，此次军事演习没有给出结束日期和禁飞区等信息，路透社援引台国安人员认为，此次军演解放军旨在模拟封锁台湾港口。
演习前一天，东部战区融媒体中心发布战训微视频《枕戈待旦》，视频中“旦”字的上半部分呈现为被圆圈包围的台湾岛剪影形象。演习期间，东部战区融媒体中心先后发布题为《勒》的动画视频、“枕戈待旦”组合海报、题为《坐着军舰看花东》的演训MV和题为《戈》的锐词云海报。
同日18時，解放軍東部戰區發布新聞稿稱中國人民解放軍東部戰區圓滿完成「聯合利劍-2024B」演習各項科目。
同時，中華民國空軍也公布演習期間F-16V戰隼戰鬥機使用AN/AAQ-33狙擊手標定莢艙標定中國人民解放軍海軍航空隊殲-15戰鬥機的影像。

## 各方回應

### 中华人民共和国（中国大陆）
- 中国人民解放军：東部戰區新聞發言人李熹14號清晨表示，東部戰區組織陸軍、海軍、空軍、火箭軍等兵力，今天在台灣海峽、台灣北部、南部、東部展開「聯合利劍-2024B」軍演，檢驗戰區部隊聯合作戰實戰能力。[15]
- 外交部：10月14日，發言人毛寧表示，“台独”与台海和平水火不容，“台独”势力的挑衅必然会遭到反制。台湾是中国的一部分，台湾问题是中国内政，不容任何外来干涉。如果美方真的在乎台海的和平稳定和地区的繁荣，就应当恪守一个中国原则和中美三个联合公报，切实将美国领导人承诺不支持“台独”的承诺落到实处，停止武装台湾，停止向“台独”分裂势力发出任何错误信号。[16]
- 中共中央台湾工作办公室：10月14日，發言人陳斌華表示，中國人民解放軍東部戰區今天組織戰區陸軍、海軍、空軍、火箭軍等兵力，位台灣海峽、台島北部、台島南部、台島以東，開展「聯合利劍-2024B」演習，是對賴清德不斷編造「台獨」謬論、宣揚分裂主張的堅決懲戒，是對「台獨」分裂勢力謀「獨」挑釁的有力震懾，是捍衛國家主權和領土完整的正義之舉。並重申，我們的反制措施針對的是「台獨」分子的分裂行徑和外部勢力干涉，絕非針對廣大台灣同胞。[17]
- 國防部：10月14日，發言人吳謙表示，解放军行动演练的就是打“台独”。我们就是要用“台独”分子听得懂的语言让他们明白，利剑高悬头顶，谋“独”死路一条。需要指出的是，这次演习并非针对台湾同胞，我们愿以最大诚意、尽最大努力争取和平统一的前景，但决不承诺放弃使用武力，决不会给“台独”留一丝一毫的空间。“联合利剑-2024B”不是2024A的重复，而是针对“台独”的加压进逼。“台独”挑衅一次，解放军的行动就会推进一步，直至台湾问题完全解决。[18]

### 中華民國（臺灣）
- 國防部：10月14日，發言人孫立方表示，最新共軍演習概況，截至16時30分止，國軍偵獲共軍主、輔戰機、無人機共125架次、17艘共艦、17艘公務船；其中90架次進入我應變區。國防部證實，這是目前以來偵獲單日最高紀錄。[19]

- 外交部：10月14日，針對美國國務院發布新聞聲明，外交部表達共軍在台海及台灣周邊舉行聯合軍演的嚴正關切，外交部今天表達誠摯感謝，批評中國大陸以賴總統國慶演說為藉口，進行軍事施壓及發表各式恫嚇言論，嚴重違背聯合國憲章的基本精神。[20]

### 美国
- 國務院發言人米勒10月14日發布新聞稿表示，美國對於解放軍在台海及台灣周邊進行聯合軍演深表關切。中国大陆對於台灣例行的年度演說以軍事挑釁作為回應，這是不合理的，並且可能引發局勢升級的風險。美國呼籲中國大陸保持克制，避免任何進一步可能破壞台海及更廣泛地區和平穩定的行為，這對於區域和平與繁榮至關重要，也受到國際關注。美國將繼續監控中國大陸的活動，並與盟友及夥伴就共同關切的議題進行協調。美國仍然致力遵循多年來以台灣關係法、三個聯合公報及六項保證為指引的一中政策。[21][22]

### 德国
- 外交部發言人費雪10月14日表示，當前德國聯邦政府正密切關注此次軍演與其後續發展。德國對中國大陸當局在台灣周邊的軍事行動感到憂慮，認為此舉將恐增加國際爆發意外軍事衝突的風險，並加劇台海緊張局勢。中華人民共和國作為負責任的國際成員，應致力促進和平穩定，而不是加劇區域衝突。德國期望中華人民共和國能以身作則，促進區域和平，且無條件尊重國際法所保障的航行與飛行自由。德國「反對任何單方面改變台海現狀的行為」。[23]

### 欧盟
- 對外事務部發言人10月14日發布聲明稿表示，中國大陸當局進行圍繞整個台灣的聯合軍事活動進一步升高了海峽兩岸緊張情勢。歐盟再次強調，台灣海峽的和平穩定，對區域和全球的安全與繁榮具戰略重要性。歐盟對於保持台海現狀擁有直接利益。反對任何單方面以武力或脅迫改變台海現狀的行動。並呼籲所有利害相關方，保持克制並避免任何可能進一步升高台海緊張的行為。台海兩岸緊張情況應透過對話解決。[24]

### 英国
- 首相府發言人10月14日表示，英國立場一向是台灣海峽兩岸之間的爭議須透過兩岸人民建設性的對話和平解決，而非訴諸軍事活動或行動。英國的立場沒有改變。[25]
- 外交部發言人10月14日發布聲明稿表示，英方關切中國大陸當局在台灣周邊舉行的軍事演習；該演習加劇緊張情勢，且恐導致台海局勢出現危險升級。台海和平穩定明確符合英國利益，且對全球繁榮至關重要。英國認為台灣議題應由台海兩岸人民透過建設性的對話解決，而非訴諸武力威脅、使用武力或行使脅迫。英國不支持任何改變現狀的單方面企圖。英國呼籲克制，並避免任何可能削弱和平穩定的進一步行動。[26]

## 後續

### 制裁「台獨份子」
2024年10月14日，中華人民共和國對沈伯洋、曹興誠和黑熊學院實施懲戒。

### 「台達2號」LNG船掉頭
原定于2024年10月14日清晨到台中補給的LNG船「台達2號」航行中遇上軍演地區，被迫調頭，後中油則澄清，此為例行作業程序，無船隻受到影響。

### 解放軍軍事活動
2024年12月9日，中華民國國防部釋出訊息指解放軍在浙江及福建以東地域設置七處空域保留區。中華民國國防部稱已經設置應變中心，保持高度戒備。傳媒懷疑中華人民共和國即將進行聯合利劍2024C演習。10日，中華民國國防部承認中華人民共和國方面出動超過九十艘水面艦艇，並指出中華人民共和國意圖使台海內海化。11日，美國軍方消息指出，中華人民共和國軍演規模與過去相似，並且不認為中華人民共和國的軍事部署與賴清德出訪有關。中國人民解放軍尚未承認有任何軍事演習，亦未對此發表評論。